# 岩上橋
岩上橋（いわがみばし）は、大分県豊後大野市清川町の大野川水系奥岳川に架かる石造単アーチ橋である。豊後大野市指定有形文化財。

## 概要
天然橋の上流約1kmの六種地区と宇田枝地区の間に架かる。1980年（昭和55年）にすぐ下流に村道（当時）の道路橋が架橋されたため、その後は人道橋として使用されている。1993年（平成5年）9月に増水のため右岸上流側の壁石が崩落したが、1996年（平成8年）に復旧している。

## 交通
- 道の駅きよかわから、国道502号、大分県道45号宇目清川線を経て、大分県道688号中津留轟牧口停車場線を約1km進み右折[3]。